# CEFL – sezona 2008.
Central European Football League je svoju treću sezonu i prvu pod tim nazivom imala 2008. godine. 

Sudjelovalo je osam klubova iz Austrije, Hrvatske, Mađarske, Slovačke, Slovenije i Mađarske, a prvakom je postala momčad Güssing CNC Gladiators.

## Sudionici
- Güssing CNC Gladiators - Stegersbach
- Zagreb Thunder - Zagreb
- Budapest Cowboys - Budimpešta
- Budapest Wolves - Budimpešta
- Bratislava Monarchs - Bratislava
- Ljubljana Silverhawks - Ljubljana
- Beograd Vukovi - Beograd
- Novi Sad Dukes - Novi Sad

## Ljestvica
| mj | divizija | klub                   | ut | pob | por | poen+ | poen- |
| -- | -------- | ---------------------- | -- | --- | --- | ----- | ----- |
| 1. | Jug      | Beograd Vukovi         | 10 | 9   | 1   | 446   | 90    |
| 2. | Sjever   | Güssing CNC Gladiators | 10 | 9   | 1   | 277   | 121   |
| 3. | Jug      | Novi Sad Dukes         | 10 | 8   | 2   | 188   | 142   |
| 4. | Sjever   | Budapest Wolves        | 10 | 5   | 5   | 230   | 203   |
| 5. | Jug      | Budapest Cowboys       | 10 | 3   | 7   | 111   | 323   |
| 6. | Sjever   | Bratislava Monarchs    | 10 | 3   | 7   | 145   | 232   |
| 7. | Sjever   | Ljubljana Silverhawks  | 10 | 3   | 7   | 125   | 188   |
| 8. | Jug      | Zagreb Thunder         | 10 | 0   | 10  | 91    | 314   |

## Doigravanje
| mjesto        | klub1                  | rezultat      | klub2           |
| poluzavršnica | poluzavršnica          | poluzavršnica | poluzavršnica   |
| ------------- | ---------------------- | ------------- | --------------- |
| Beograd       | Beograd Vukovi         | 21:7          | Budapest Wolves |
| Oberwart      | Güssing CNC Gladiators | 28:21         | Novi Sad Dukes  |
| CEFL Bowl     |                        |               |                 |
| Beč           | Güssing CNC Gladiators | 14:8          | Beograd Vukovi  |

## Poveznice i izvori
- Central European Football League
- european-league.com, rezultati CEFL 2008.  Arhivirana inačica izvorne stranice od 31. srpnja 2014. (Wayback Machine)
- european-league.com (arhiva), poredak CEFL 2008.
- football-aktuell.de, CEFL 2008.
- warriorsbologna.it, CEFL 2008.